# Louis-Gabriel de Gomer
Louis-Gabriel, comte de Gomer, né le 25 février 1718 à Quevauvillers (Picardie) et mort le 30 juillet 1798 à Dieuze dans le département historique de la Meurthe, est un militaire français, inventeur des mortiers à la Gomer.

## Biographie

### Famille
Louis-Gabriel de Gomer était le fils de Louis, comte de Gomer, capitaine au régiment de royal d'infanterie, et de Marie-Madeleine de Vendeuil. Il était chevalier et seigneur de Quevauvillers en Picardie.
En 1762, il épousa Henriette Adélaïde Antoinette, comtesse de Saint-Felix, avec laquelle il eut comme enfant : Victoire Adélaïde Antoinette (1768), Antoine François Gabriel (1770), Gabriel Antoine (1772).

### Formation
En septembre 1730, il entra comme volontaire à l'école d'artillerie de La Fère. En 1732, il était officier pointeur puis commissaire extraordinaire en septembre 1734.

### Participation à la Guerre de Succession d'Autriche (1740-1748)
Il participa au cours de la Guerre de Succession d'Autriche aux campagnes de Flandre et d'Allemagne, à la défense de Givet, en 1741. En 1743, il prit part à la défense de Dingelfing et de son pont, en Bavière. En 1744, il participa aux sièges de Menin, Ypres et Furnes. Il fut nommé commissaire ordinaire du château de Gand et de Dendermonde, d'Ostende et de Nieuport, en 1746. Il prit part au Siège de Berg-op-Zoom en 1747. Il reçut pour ce fait d'armes, la Croix de Saint-Louis. En 1748 il prit part au siège de Maastricht.

### Participation à la Guerre de Sept ans (1756-1763)
Au cours de la Guerre de Sept Ans, il participa à la Bataille de Rolbac et en 1758, il commanda le dépôt d'artillerie du Haut Rhin et du Main à Francfort-sur-le-Main, il y resta et dirigea l'évacuation de l'artillerie française en 1762.
Il devint ensuite, colonel puis brigadier d'infanterie en janvier 1769 et enfin Maréchal général des camps et armées du roi

### Invention du mortier «à la Gomer»
Il fut l'inventeur du  mortier à âme lisse ou « système à la Gomer » caractérisé par une chambre à poudre conique qui permettait de centrer automatiquement la bombe et d'obtenir ainsi une meilleure précision du tir.

### Député aux états généraux de 1789
Le 30 mars 1789, il fut élu député de la noblesse aux États généraux pour le Bailliage de Sarreguemines. Il fit partie du comité militaire (3 octobre 1789), et donna sa démission le 4 novembre suivant. Remplacé par l'avocat à Bitche François Jersé.